# 지속성 뮐러관 증후군
지속성 뮐러관 증후군은 남성에게 뮐러관이 사라지지 않아 자궁 등을 가진 증상이다. 유전자 이상으로 인해 항뮐러관 호르몬의 합성이나 작용에 문제가 생겨서 생긴다.

## 같이 보기
- 간성 (성)
- 잠복고환